# Isolateur
Pour les articles homonymes, voir isolateur (homonymie).
Ne doit pas être confondu avec Isolateur (optique).

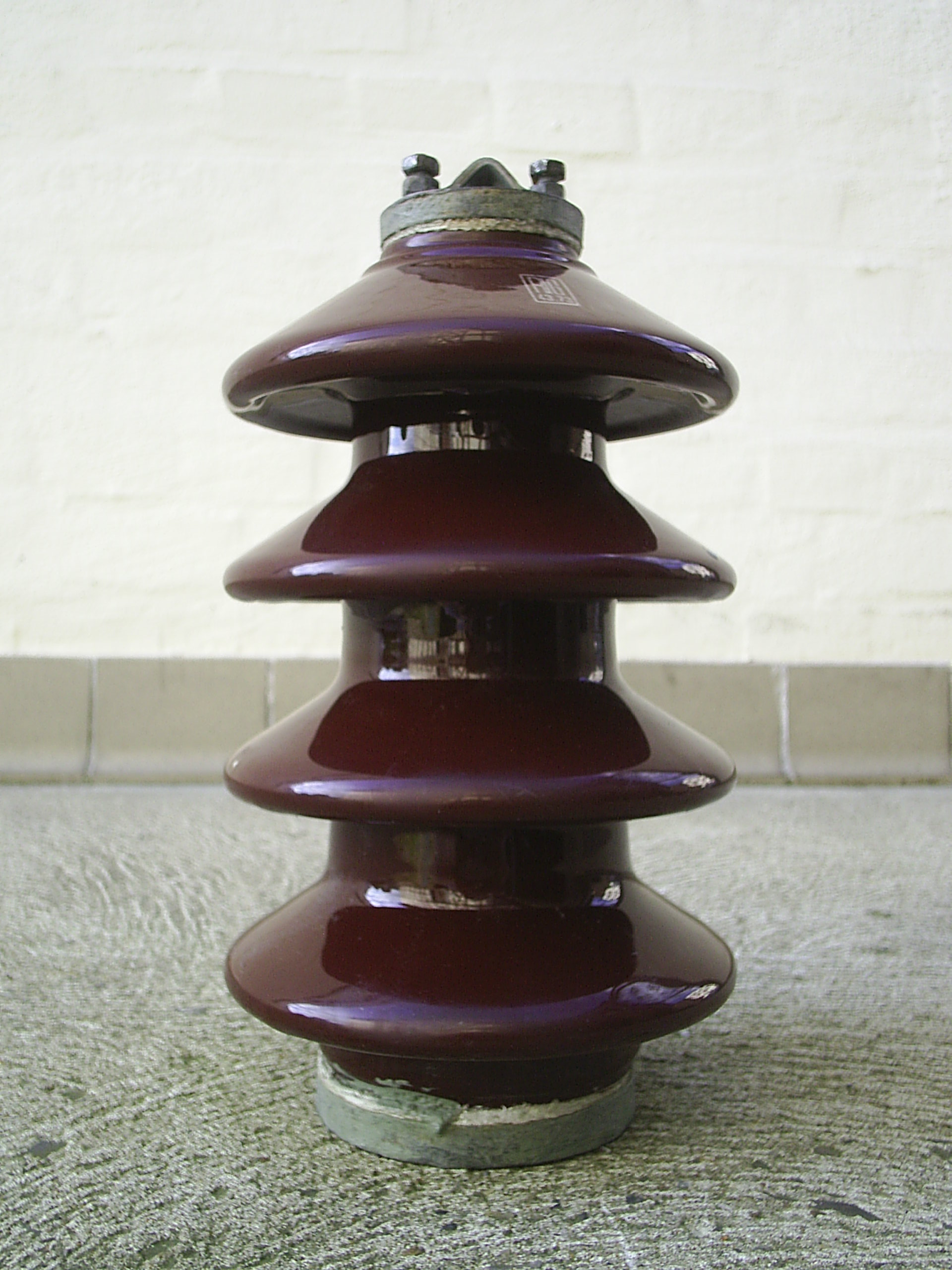
Isolateur électrique en céramique destiné aux lignes électriques.

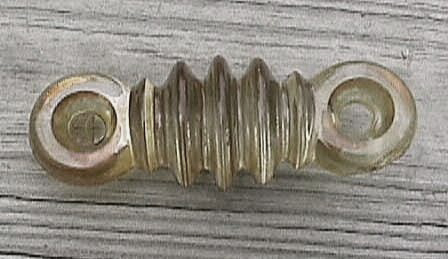
Isolateur d'antenne long-fil en verre Pyrex.

Un isolateur est un composant électrotechnique destiné à fixer, maintenir ou soutenir les conducteurs électriques nus. Il est constitué de matériau isolant, c’est-à-dire qui ne conduit pas l’électricité. On trouve des isolateurs en particulier sur les lignes à haute tension, mais aussi sur les lignes télégraphiques ou dans les postes électriques : ils assurent l'isolation électrique entre les conducteurs et les pylônes.

## Présentation

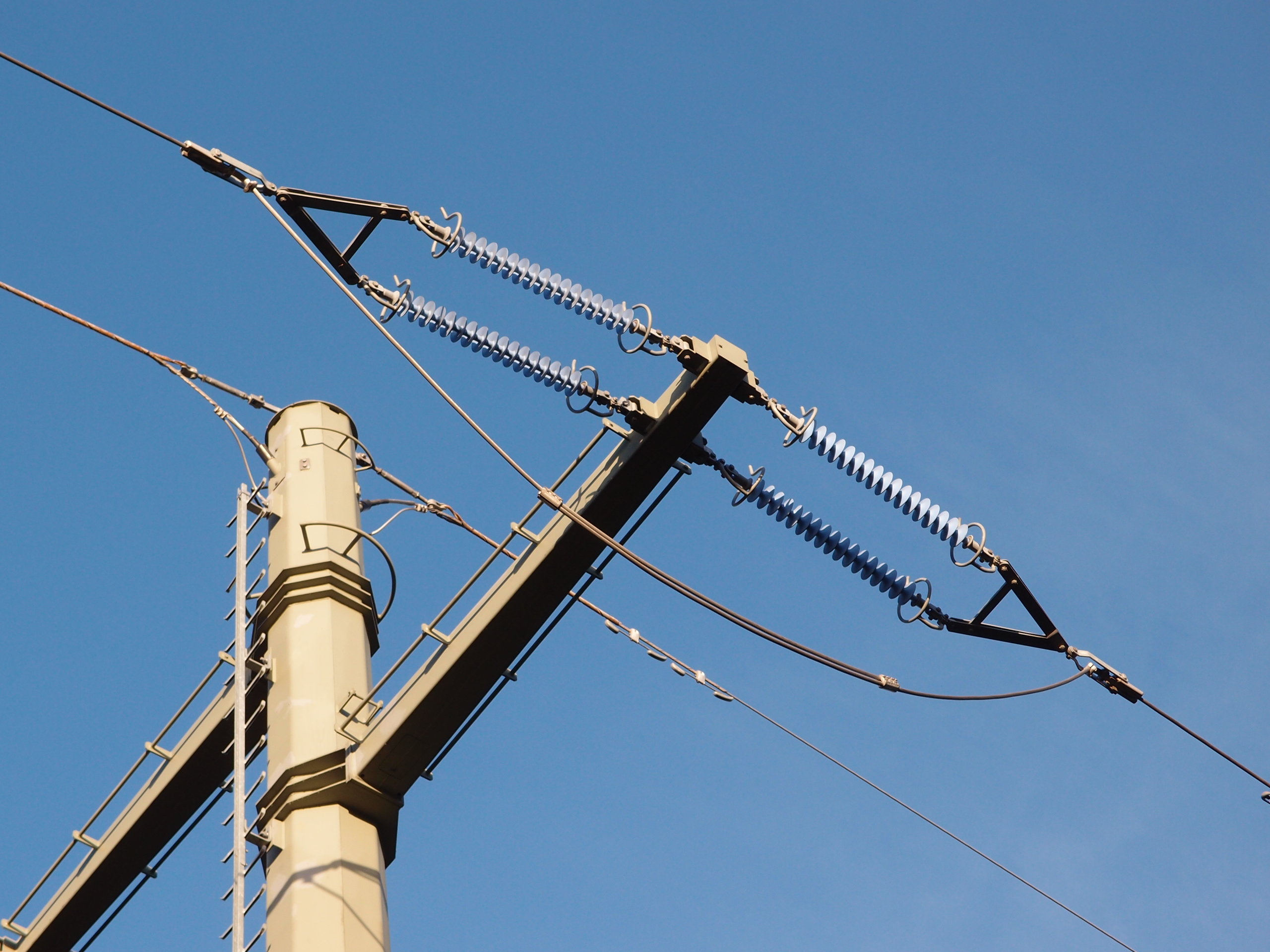
Isolateurs en silicone sur une ligne haute tension à 110 kV.

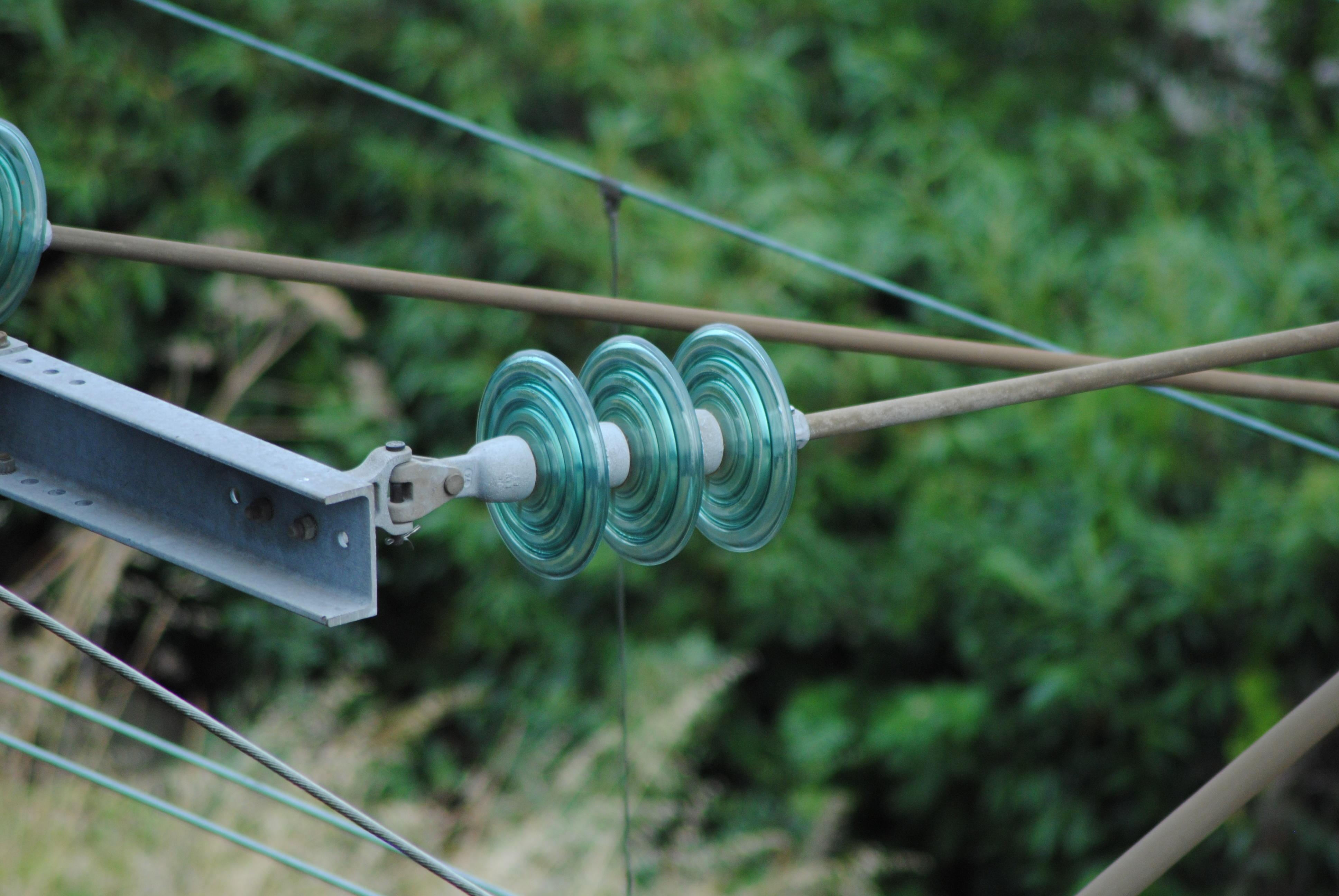
Isolateur verre de caténaire.

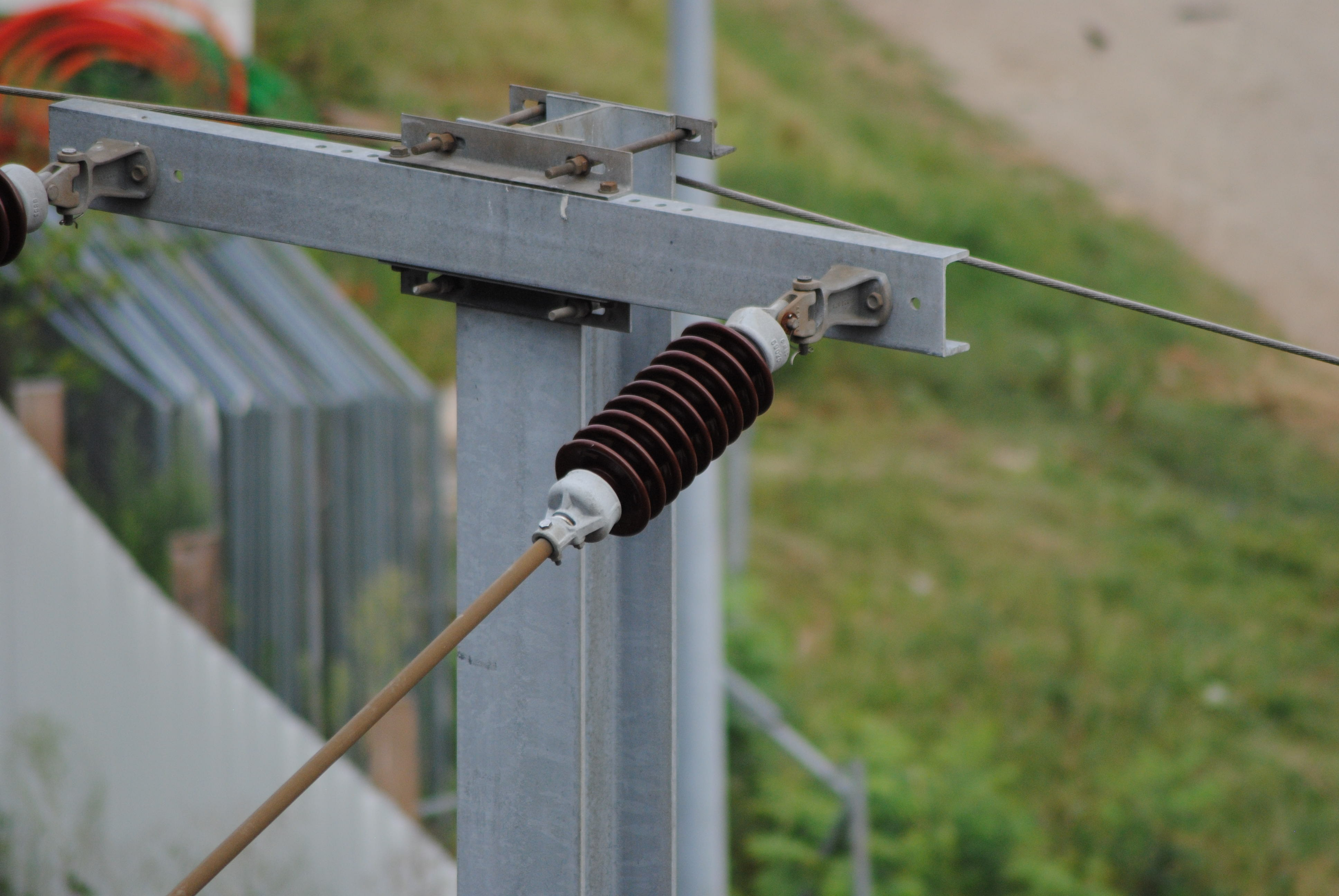
Isolateur synthétique de caténaire

Historiquement, étaient utilisés des isolateurs en verre, ou en céramique (dérivés de stéatite par exemple). On en trouve maintenant en matériau synthétique.
Les isolateurs verre ou céramique des lignes à haute tension ont en général la forme d'assiettes empilées à l'envers (Cf. photo) pour former des chaînes d'isolateurs. On trouve aussi des isolateurs sous forme de colonne, avec un profil en ailettes pour allonger la ligne de fuite, c'est-à-dire la distance aux bornes de l'isolateur, mesurée en suivant le profil de l'isolateur.
Depuis la fin du XXe siècle, les matériaux composites sont de plus en plus utilisés pour fabriquer des isolateurs : en réalisant un axe central en fibre de verre et en surmoulant par-dessus une matière silicone ou EPDM. Les isolateurs composites sont plus légers, en général moins chers et présentent une excellente hydrophobicité. Ils sont en particulier prisés pour les zones fortement polluées et dans les zones urbaines où ils résistent mieux au vandalisme.

### Histoire

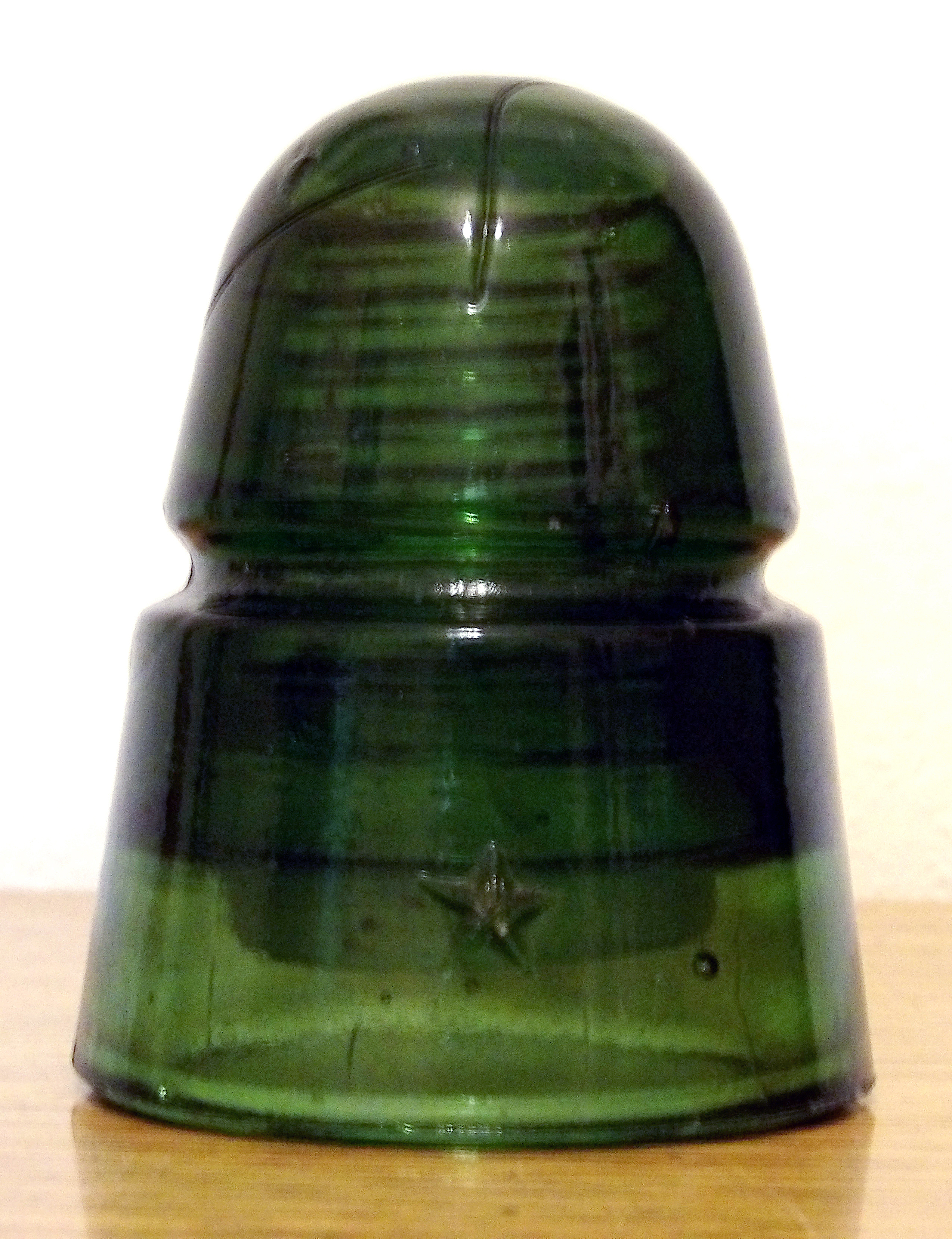
La a été largement reconnue pour sa production prolifique d'isolateurs CD145, communément appelés isolateurs "Beehive", en raison de leur qualité de fabrication supérieure et de leur large distribution.

Les premiers systèmes électriques à utiliser des isolateurs ont été les lignes télégraphiques ; la fixation directe des fils à des poteaux en bois s'est avérée donner de très mauvais résultats, en particulier par temps humide.
Les premiers isolateurs en verre utilisés en grande quantité avaient un trou d'épingle non fileté. Ces morceaux de verre étaient placés sur une tige de bois effilée, s'étendant verticalement vers le haut à partir de la traverse du poteau (en général, il n'y avait que deux isolateurs par poteau et peut-être un au sommet du poteau lui-même). La contraction et la dilatation naturelles des fils reliés à ces "isolateurs non filetés" entraînaient le détachement des isolateurs de leurs broches, ce qui nécessitait une remise en place manuelle.
Les entreprises du Royaume-Uni ont été parmi les premières à produire des isolateurs en céramique : Stiff et Doulton ont utilisé du grès à partir du milieu des années 1840, Joseph Bourne (rebaptisé plus tard Denby (en)) les a produits à partir de 1860 environ et Bullers à partir de 1868. Le numéro 48 906 du brevet d'invention a été accordé à Louis A. Cauvet le 25 juillet 1865 pour un procédé de production d'isolateurs avec un trou d'épingle fileté : les isolateurs à épingle ont toujours des trous d'épingle filetés.
L'invention des isolateurs à suspension a rendu possible la transmission d'énergie à haute tension. Lorsque la tension des lignes de transmission a atteint et dépassé 60 000 volts, les isolateurs requis sont devenus très grands et très lourds, les isolateurs fabriqués pour une marge de sécurité de 88 000 volts étant à peu près la limite pratique pour la fabrication et l'installation. Les isolateurs de suspension, en revanche, peuvent être connectés en chaînes aussi longues que l'exige la tension de la ligne.
Une grande variété d'isolateurs téléphoniques, télégraphiques et électriques a été fabriquée ; certaines personnes les collectionnent, à la fois pour leur intérêt historique et pour la qualité esthétique de nombreux modèles d'isolateurs et de leurs finitions. Une organisation de collectionneurs est la US National Insulator Association, qui compte plus de 9 000 membres.

## Vieillissement
Deux phénomènes entraînent le vieillissement des isolateurs et conduisent à deux phénomènes différents la perforation de l'isolateur par un arc électrique dans son volume et le contournement de l'isolateur à sa surface par un arc électrique :
la perforationse produit quand des décharges partielles se produisent au voisinage des imperfections des isolateurs (vide, inclusion, inhomogénéité), et vont progressivement ronger l'isolateur, jusqu'à l'apparition d'une décharge complète détruisant par explosion l'isolateur (décharge intrinsèque-perforation) ;
le contournementil faut distinguer deux cas dû à : 
1. une surtension (foudre par exemple) qui provoquera une décharge électrique à la surface de l'isolateur suivant des mécanismes à peu près similaires aux décharges dans les intervalles d'air (streamer et/ou leader),
2. la pollution atmosphérique est une des causes principales des interruptions de l’alimentation en énergie des réseaux électriques. La maîtrise des conditions optimales du fonctionnement de ces réseaux, vis-à-vis de ce type de défaut d’isolement commence par le choix d’isolateurs qui présentent les meilleures performances sous pollution. À ce titre, plusieurs solutions comme l’allongement de la ligne de fuite des isolateurs, le graissage, le lavage sous tension, ont été envisagées. Une autre approche du problème consiste à jouer sur la nature du matériau isolant et qui conférerait à ce dernier des meilleures performances isolantes. Nous citerons à titre d’exemple les matériaux à base d’EPDM, de silicone ou encore des isolateurs en céramique dopés avec des semi-conducteurs. Toutefois, ces solutions ne sont pas définitives et présentent elles aussi des inconvénients dont les plus connus sont la sensibilité des matériaux synthétiques aux rayonnements UV et aux attaques acides ou la tendance à l’érosion des isolateurs dopés avec des semi-conducteurs ainsi que les isolateurs en matériaux synthétiques.

### Chronologie du vieillissement
Le processus de contournement est constitué de quatre phases :
1. dépôt d'une couche solide constituée de sels et de matériaux insolubles, sauf dans le cas d’une pollution marine où la pollution est sous la forme d’embruns marins ;
2. humidification de la couche de pollution et circulation d'un courant dû à la dissolution des sels contenus dans le dépôt (formation d’un électrolyte) ;
3. apparition de bandes sèches dues à l'échauffement par effet Joule résultant de la circulation du courant et conduisant à l'amorçage de décharges locales ;
4. élongation des décharges jusqu'à court-circuiter l'isolateur : contournement.

### Pollution
Le dépôt de la couche de pollution résulte de la concomitance de plusieurs facteurs tels que les conditions climatiques, le champ électrique, la force et la direction du vent, la position d’accrochage des isolateurs, leurs formes et le type de matériaux qui les constitue (verre, porcelaine, silicone composite, élastomère et polymère). Après la formation de la couche de pollution, un processus d'humidification de la surface polluée de l'isolateur intervient graduellement en présence de brouillard, de rosée et de petite pluie fine. Dans les régions à faibles pluviométrie, il existe deux types d’accumulation de pollution et d’humidification ; la première est progressive et dynamique avec le temps et la seconde est brutale comme c’est le cas des siroccos accompagnés de pluies à fort degré de poussière. Les sels contenus dans le dépôt se dissolvent créant ainsi un électrolyte rendant de ce fait la couche polluante conductrice. Il s’établit alors un courant de fuite dont l'amplitude dépend du temps, de la nature et de la quantité des sels et des produits insolubles contenus dans le dépôt polluant ainsi que du degré d’humidification. La circulation du courant de fuite va chauffer le film de pollution qui recouvre la surface de l'isolateur. Cet échauffement va donner suite à une évaporation de l'humidité contenue dans la couche de pollution. La puissance dissipée par effet Joule se fera par convection du dépôt vers l'air ambiant et par conduction thermique à travers la couche de pollution. Cette évaporation va continuer jusqu'à l'assèchement de certaines zones. La densité du courant de fuite devient très importante aux extrémités des zones sèches, favorisant ainsi l'extension de ces dernières jusqu'à la création de bandes sèches. À partir de ce moment, le courant s'annule et la résistance de la couche de pollution prend une valeur très grande. La répartition du potentiel sur l'isolateur est modifiée par la présence de ces bandes sèches et la plupart des lignes de champ électrique se concentrent en ces bandes. Par conséquent, la tension est essentiellement appliquée aux bornes de ces bandes. Des décharges locales apparaissent par rupture diélectrique dans l'air et le courant se remet à circuler. Deux scénarios sont possibles : soit la décharge s'éteint, soit elle évolue jusqu'au contournement. Dans le premier cas le courant de fuite est inférieur à une certaine valeur et la situation reste stable ; la résistance en série avec la décharge limite le courant et la longueur de cette dernière. Par contre, si le courant de fuite atteint un seuil dit « critique », et que certaines conditions sont remplies, alors le contournement se produira.
Selon les normes CEI, IEEE et le CIGRE, il est possible d’identifier la pollution selon sa nature et l’environnement proche auxquels les isolateurs sont soumis. Ainsi, on classe la pollution en trois catégories : naturelle (marine, agricole et désertique), industrielle (proximité des industries) et mixte (naturelle et industrielle). Les essais en grandeur réelle et sur site de tenue au contournement des isolateurs en fonction de la pollution et de son degré sont lents et coûteux. Aussi des méthodes d’essais sous pollution artificielle ont été proposées en vue de reproduire les conditions environnementales auxquelles sont soumis les isolateurs en céramique. Deux méthodes sont proposées suivant les normes CEI et ANSI/IEEE : la méthode du brouillard salin où une solution saline pure (NaCl + H2O) est pulvérisée sur l’isolateur et la méthode de la couche solide où la pollution est constituée d’une couche solide préparée à base de sel (NaCl) et des matières insolubles inertes que l’on humidifie progressivement par pulvérisation ou par condensation.

### Modélisation
Une approche du phénomène est de remplacer l’isolateur par un modèle simplifié de laboratoire ; le mode de contamination varie selon les auteurs. Cette approche permet de maîtriser les différentes grandeurs susceptibles d’intervenir dans le phénomène puisqu’il est admis que le point crucial du phénomène est la formation et l’élongation d’une décharge électrique sur la surface polluée de l’isolateur. La compréhension des phénomènes d’initiation et de propagation de ces décharges est fondamentale car elle permet de quantifier et de modéliser les grandeurs électriques et physiques qui conditionnent et gouvernent la décharge jusqu’au contournement total de l’isolateur.
Une part importante des travaux traitant du contournement des isolateurs pollués a été consacrée à l’estimation des grandeurs critiques et des conditions de propagation de la décharge. Plusieurs modèles empiriques et semi-empiriques, fondés la plupart sur le modèle d’Obenaus, ont été proposés. Tous ces modèles ont pour objectif la détermination des caractéristiques critiques : la tension critique, le courant critique et la longueur critique. Ils sont fondés sur un formalisme semi-empirique et utilisent pour la plupart comme modèle de décharge, l’équation d’Ayrton, modifiée par Nottingham. Dans ce dernier modèle, le gradient de champ électrique dans la décharge est défini par une relation empirique dont les constantes sont fonction des conditions expérimentales.

#### Modèle électrique
Dans un travail de pionnier, Obenaus a fait une analyse quantitative des phénomènes de décharge se produisant sur une surface contaminée [38]. Son modèle, dont le concept est illustré dans la figure I.1, se présente sous la forme d'une décharge cylindrique de longueur X en série avec une résistance Rp(X) caractérisant la couche polluante. L’équation électrique du modèle est :
V=NI-nX + rp(L-X)
avec :
- X, la longueur de la décharge ;
- I, le courant de fuite ;
- rp, la résistance linéique de la pollution ;
- L, la longueur totale de la ligne de fuite de l’isolateur ;
- n et N, des constantes caractéristiques de la décharge. Les différences observées sur les valeurs de N et n seraient liées à la nature du milieu dans lequel brûle la décharge et les spécificités des conditions expérimentales. Toutefois, il a été récemment démontré que ces constantes sont des paramètres dynamiques et sont fonction des éléments du circuit électrique équivalent et des propriétés thermiques de la décharge[3].

#### Autres approches
D’un autre côté, plusieurs études ont été menées en vue de la description physique de la propagation des décharges sur des surfaces polluées. Cependant, plusieurs points de divergences doivent être soulevés. Il s’agit de la dynamique de propagation et de la nature physique de la décharge, sa morphologie ainsi que sa surface et son point de contact avec la couche de pollution. D’un autre côté de nombreux chercheurs ont établi, grâce à des mesures optiques et électriques, des relations entre la variation de la vitesse de la décharge et les paramètres physiques qui peuvent la caractériser. Ainsi, certains aspects de la dynamique de propagation de la décharge, ont été mis en évidence de façon quantitative et qualitative.
De nombreuses études ont été menées en vue de déterminer l’influence de la constitution de la pollution sur la tenue au contournement des isolateurs. Elles ont montré que la tension de contournement est étroitement liée à la constitution de la pollution. Les investigations portant sur l’effet des matières insolubles montrent que la tension de contournement varie avec la quantité de matières insolubles (DDNS, Densité de Dépôt Non Solubles). Aussi, plusieurs chercheurs ont étudié l’influence de différents sels sur les tensions de contournement. Les résultats de leurs investigations sont plus ou moins contradictoires. Pour certains auteurs, la tension de contournement la plus défavorable est celle spécifique à une pollution à base de chlorure de sodium (NaCl) alors que tel n’est pas le cas pour d’autres.
En général, la distribution de la pollution à la surface des isolateurs n’est pas répartie de façon uniforme. En effet, les conditions électrogéométriques et climatiques jouent un rôle important dans l'accumulation et la distribution de la pollution sur la surface d’un isolateur. Cependant, certaines contradictions quant à la tenue au contournement des isolateurs couverts d’une couche de pollution non uniforme, ont été rapportées. D’après certains résultats rapportés dans la littérature, l’écart entre les tensions de contournement des isolateurs uniformément et non uniformément pollués est négligeable ou que la tension de tenue avec une pollution non uniforme est supérieure à celle mesurée avec une pollution uniforme. Des résultats contraires ont été également obtenus, à savoir que la tension de contournement d’une surface non uniformément polluée est inférieure à celle d’une surface uniformément polluée,.

### Conclusion
Pour conclure, la forme de l'isolateur est généralement conçue pour obtenir une ligne de fuite maximale entre les deux conducteurs, d'où son profil caractéristique en forme de "vagues" dites nervures. Il peut également être recouvert de graisse ou lavé régulièrement. Il existe plusieurs solutions anti-pollution. Elles se fondent sur le choix du type de matériau utilisé comme isolant (EPDM, silicone, etc.) ou le dopage des isolateurs en céramique par une couche semi-conductrice. Cependant aucune solution radicale n'est proposée à ce jour.

## Isolateur d'antenne

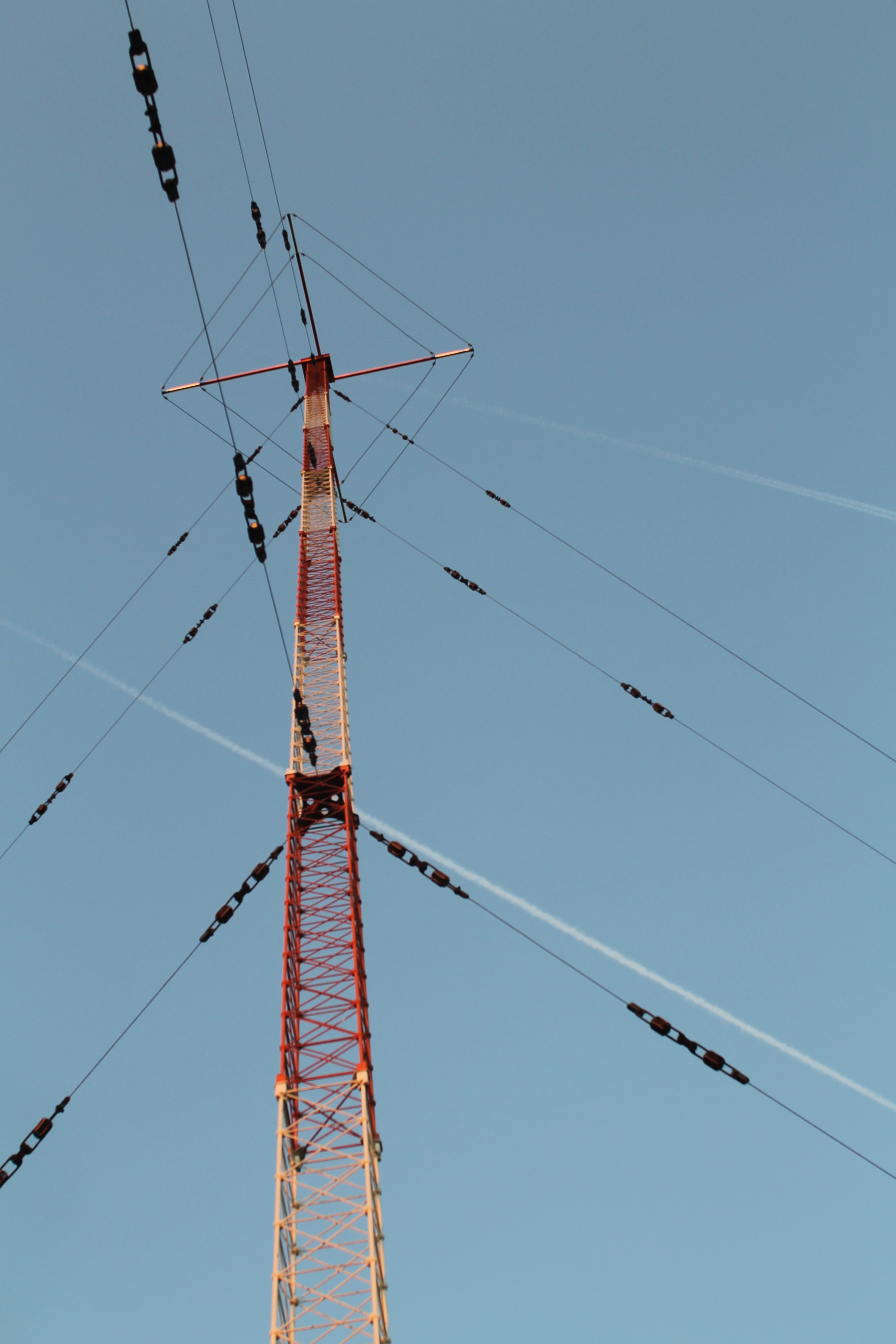
Mât d'antenne avec haubans et isolateurs.

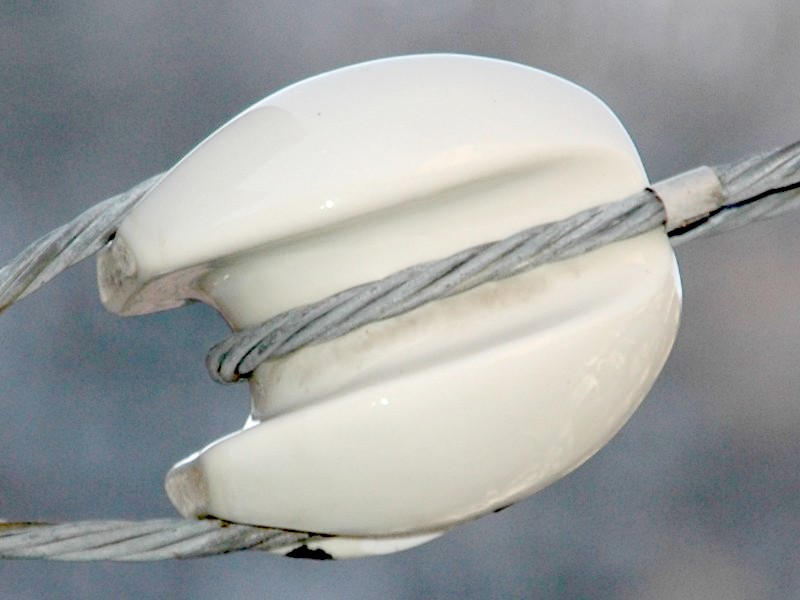
Isolateur en contrainte en forme d'œuf (matériau céramique).

Souvent, une antenne radio de radiodiffusion est construite comme un mât rayonnant (en). Ce qui signifie que l'ensemble de la structure du mât est sous haute tension et doit être isolée du sol. Des supports en stéatite sont utilisés. Ils doivent résister non seulement à la tension entre le radiateur du mât et la terre, qui peut atteindre des valeurs de 400 kV pour certaines antennes, mais aussi au poids de la construction du mât et aux forces dynamiques. Les cornes d'arc (en) et les parafoudres sont nécessaires car les coups de foudre sur le mât sont fréquents.
Les haubans qui soutiennent les mâts d'antenne sont généralement dotés d'un isolateur de contrainte (en) inséré dans le câble, afin d'éviter que les hautes tensions de l'antenne ne soient court-circuitées vers la terre ou ne créent un risque d'électrocution. Souvent, les câbles de haubanage comportent plusieurs isolateurs, placés pour diviser le câble en longueurs qui empêchent les résonances électriques indésirables dans le hauban. Ces isolateurs sont généralement en céramique et de forme cylindrique ou ovoïde (voir l'image). Cette construction présente l'avantage que la céramique est soumise à une compression plutôt qu'à une tension, ce qui lui permet de supporter une charge plus importante, et que si l'isolateur se brise, les extrémités du câble restent reliées.
Ces isolateurs doivent également être équipés d'un dispositif de protection contre les surtensions. Pour les dimensions de l'isolation des haubans, il faut tenir compte des charges statiques sur les haubans. Pour les mâts de grande hauteur, ces charges peuvent être beaucoup plus élevées que la tension causée par l'émetteur, ce qui nécessite des haubans divisés par des isolateurs en plusieurs sections sur les mâts les plus élevés. Dans ce cas, les haubans qui sont mis à la terre au niveau des socles d'ancrage par l'intermédiaire d'une bobine de charge - ou, si possible, directement - constituent le meilleur choix.
Les lignes d'alimentation d'antenne reliant les antennes aux équipements radio, en particulier les lignes bifilaires, doivent souvent être maintenues à distance des structures métalliques. Les supports isolés utilisés à cette fin sont appelés « isolateurs de distance » (en anglais : standoff insulators).